# Albert Dauzat
Albert Dauzat (Guéret, 4 de julio de 1877 - París, 31 de octubre de 1955) fue un lingüista francés especializado en toponimia y onomástica. 

## Biografía
Dauzat realizó sus estudios secundarios en Auxerre y Chartres. Estudió derecho y letras en la Sorbona y sostuvo su tesis en letras con un Ensayo de metodología lingüística en el ámbito de las lenguas y dialectos romanos (1906). Continuó sus investigaciones en la Escuela práctica de altos estudios, de la que fue profesor asociado en 1913 y luego director. Sus trabajos de onomástica tienen aún autoridad pese al paso del tiempo. Sus trabajos se consideran pioneros en Francia en el campo de la antroponimia y de la toponimia científicas.
Cada dos años la Sociedad Francesa de Onomástica entrega el premio Albert Dauzat para recompensar un trabajo de toponimia o de antroponimia relativo a los países francófonos.  
Fue fundador y director de la importante revista de lingüística Le Français moderne y de la Revista internacional de onomástica publicada en París desde 1949 hasta 1977.
Falleció en París  (y no en Argel como erróneamente a veces se indica) y fue inhumado junto a su esposa y a su padre en el cementerio de Colombes.

## Obras
- Études linguistiques sur la Basse-Auvergne : Phonétique historique du patois de Vinzelles (Puy-de-Dôme) (con un prefación del filólogo Antoine Thomas), éditions F. Alcan, colección «Université de París. Bibliothèque de la Faculté des lettres» n°4, París, 1897, XII-175 p.
- Du rôle des chambres en matière de traités internationaux. Thèse pour le doctorat présentée et soutenue le 15 juin 1899, F. Alcan, 1899. (Tesis para su doctorado presentada y sostenida el 15 de junio de 1899)
- Études linguistiques sur la Basse Auvergne. Morphologie du patois de Vinzelles, éditions E. Bouillon, colección «Bibliothèque de l’École des hautes études. Sciences philologiques et historiques» n°126, París, 1900, 307 pág,
- Hors la loi, éditions de la Société anonyme des publications scientifiques et industrielles, París, 1901, 263 pág.
- Études linguistiques sur la Basse-Auvergne. Géographie phonétique d’une région de la Basse-Auvergne, éditions H. Champion, París, 1906, 98 pág y ocho mapas.
- Essai de méthodologie linguistique dans le domaine des langues et des patois romans : Thèse pour le doctorat ès-lettres présentée à la Faculté des lettres de l’Université de París, éditions H. Champion, París, 1906, VIII-295 p..
- L’Italie nouvelle : Nord et Midi, la religion, problèmes d’art, la société et la vie, la langue, l’instruction primaire, politique et socialisme, E. Fasquelle, 1909.
- La Vie du langage, Librairie Armand Colin, París, 1910.
- Pour qu’on voyage : essai sur l’art de bien voyager, éditions E. Privat, colección «Bibliothèque des parents et des maîtres» n.º 7, París, 1911, 363 pág.
- La Défense de la langue française : la crise de la culture française, l’argot, la politesse du langage, la langue internationale, Librairie Armand Colin, París, 1912, XII-311 p..
- L’Espagne telle qu’elle est, éditions F. Juven, París, 1912, 334 pág.
- La philosophie du langage, Flammarion, colección «Bibliothèque de philosophie scientifique», París, 1912.
- Essais de géographie linguistique, E. Champion, 1914.
- L’Expansion italienne : l’émigration, la conquête de Tripoli, la régénération intérieure, politique orientale, France et Italie, éditions E. Fasquelle, París, 1914, 294 pág.
- Études linguistiques sur la Basse-Auvergne. Glossaire étymologique du patois de Vinzelles, éditions de la Société des langues romanes, Montpellier, 1915, 289 pág.
- Le Français et l’anglais langues internationales, éditions Larousse, París, 1915, 44 pág.
- Impressions et choses vues : juillet-décembre 1914, éditions Attinger, Neuchâtel, 1916, 270 pág.
- Les Argots de métiers franco-provençaux, éditions H. Champion, colección «Bibliothèque de l’École des hautes études. Sciences historiques et philologiques» n°223, París, 1917, VII-268 p.. — Reedición en facsímil: éditions Slatkine (Genève) et H. Champion (París), 1976, II-268 p., [pas d’ISBN].
- Légendes, prophéties et superstitions de la guerre, la Renaissance du livre, 1918-1925.
- L’Argot de la guerre, d’après une enquête auprès des officiers et soldats, Librairie Armand Colin, París, 1918, 295 pág. — Reedición: Librairie Armand Colin, París, 2007, 277 pág, ISBN 978-2-200-34772-7.
- Essai de géographie linguistique. Noms d’animaux, Édouard Champion, 1921.
- La Géographie linguistique. Primera edición: éditions Ernest Flammarion, colección «Bibliothèque de culture générale», París, 1922, 200 pág.
- Un mois dans les Alpes. De Genève à Nice, Librairie Hachette, París, 1922.
- Les Noms de lieux : origine et évolution, villes et villages, pays, cours d’eau, montagnes, lieux-dits, Librairie Delagrave, París, 1926.
- Les Patois : Evolution - Classification - Etude Avec 7 cartes, Librairie Delagrave, París, 1927.
- Les Argots : caractères, évolution, influence, Librairie Delagrave, colección «Bibliothèque des chercheurs et des curieux», París, 1928, 189 pág.
- Histoire de la langue française, éditions Payot, colección «Bibliothèque scientifique», París, 1930, 588 pág.
- Poèmes de la douleur et du souvenir (avec une préface de Georges Lecomte), éditions Le Livre et l'image, París, 1936, 164 pág.
- Éphémérides 1914-1915, R. Debresse, 1937.
- L’Autriche, Arthaud, 1938.
- Dictionnaire étymologique de la langue française, Larousse, 1938.
- Tableau de la langue française. Origines, évolution, structure actuelle, Payot, 1939.
- Un projet de réforme orthographique, con Jacques Damourette, Bibliothèque du Français Moderne, 1940, 31 pág.
- Le Village et le paysan de France, Gallimard, 1941.
- Le Génie de la langue française. Primera edición: éditions Payot, colección «Bibliothèque scientifique», París, 1942, 359 pág.
- La géographie linguistique, Flammarion, colección «Bibliothèque de philosophie scientifique», París, 1943.
- La valeur de la connaissance positive, Flammarion, colección «Bibliothèque de philosophie scientifique», París, 1943.
- Les étapes de la langue française, Presses universitaires de France, colección «Que sais-je?» n°167, París, 1944, 134 pág.
- Voyage à travers les mots, Bourrelier, 1946.
- La Vie rurale en France des origines à nos jours, Presses universitaires de France, 1946.
- Grammaire raisonnée de la langue française. Primera edición: éditions I.A.C., colección «Les Langues du monde», serie «grammaire, philologie, Littérature» vol. I, Lyon, 1947, 466 pág.
- Phonétique et grammaire historiques de la langue française, Larousse, 1950, 305 p.
- Dictionnaire étymologique des noms de famille et prénoms de France, Larousse, 1951 (reedición, revisada y aumentada por Marie-Thérèse Morlet en 1984 ISBN 2-03340-207-X).
- Le Guide du bon usage, les mots, les formes grammaticales, la syntaxe, Delagrave, colección «Bibliothèque des chercheurs et des curieux», París, 1954, 224 pág.
- Albert Dauzat et Charles Rostaing, Dictionnaire étymologique des noms de lieux de France, Larousse, 1963 (publicación póstuma); reedición Librairie Guénégaud, 1989.

### Traducciones en español
- La vida del lenguaje (El Ateneo, Buenos Aires)
- La filosofía del lenguaje (El Ateneo, Buenos Aires)